# Frederick James Killington
Frederick James Killington (* 1. Juli 1894 in Eastleigh; † Juli 1957 in Parkstone) war ein britischer Entomologe.

## Leben
Er studierte an der University of Southampton und wurde Lehrer. Er hatte einen Doktortitel (D.Sc.). Von ihm stammt eine Monographie über Netzflügler in Großbritannien für die Ray Society.
Er war Mitglied (Associate) der Linnean Society of London und Fellow der Royal Entomological Society.

## Schriften
- A Monograph of the British Neuroptera. 2 Bände, Ray Society, 1936, 1937